# Medical Lake
Medical Lake az Amerikai Egyesült Államok északnyugati részén, Washington állam Spokane megyéjében elhelyezkedő város. A 2010. évi népszámlálási adatok alapján 5060 lakosa van.

## Történet
A közeli tóról elnevezett Medical Lake 1890-ben kapott városi rangot. A spokane indiánok a víznek és az iszapnak gyógyító hatást tulajdonítottak.
Fehér telepesek először az 1870-es években jelentek meg itt; Andrew Lefevre és Stanley Hallett a víz sóit gyógyhatású készítményként értékesítette; a szappankészítő üzem megépültét követően az 1880-as években megnyitott a gyógyfürdő; a hasonló létesítmények népszerűek voltak a megyében.
A tóparton több szálloda is épült, majd 1891-ben megnyitott az Eastern State Hospital pszichiátriai klinika, amelynek köszönhetően tovább növekedett a város gazdasága. Az 1920-as években a tó népszerűsége csökkent, így a növekedés megállt.
A második világháború kitörését követően a Fairchild légibázis megnyitása a népesség növekedését eredményezte. Medical Lake ma Spokane alvóvárosa.

## Éghajlat
| Hónap                         | Jan.  | Feb.  | Már.  | Ápr.  | Máj. | Jún. | Júl. | Aug. | Szep. | Okt.  | Nov.  | Dec.  | Év    |
| ----------------------------- | ----- | ----- | ----- | ----- | ---- | ---- | ---- | ---- | ----- | ----- | ----- | ----- | ----- |
| Rekord max. hőmérséklet (°C)  | 16,7  | 17,2  | 22,8  | 32,2  | 35,6 | 41,1 | 42,2 | 42,2 | 36,7  | 30,6  | 20,6  | 15,6  | 42,2  |
| Átlagos max. hőmérséklet (°C) | 1,1   | 4,4   | 9,4   | 13,9  | 19,4 | 23,3 | 28,3 | 28,3 | 22,8  | 14,4  | 5,6   | 0,0   | 14,3  |
| Átlagos min. hőmérséklet (°C) | −3,9  | −3,3  | 0,0   | 2,8   | 6,7  | 10,0 | 13,3 | 13,3 | 8,3   | 2,8   | −1,1  | −5,0  | 3,7   |
| Rekord min. hőmérséklet (°C)  | −34,4 | −31,1 | −23,3 | −10,0 | −4,4 | 0,6  | 2,8  | 1,7  | −5,6  | −13,9 | −29,4 | −31,7 | −34,4 |
| Átl. csapadékmennyiség (mm)   | 45    | 35    | 41    | 33    | 41   | 32   | 16   | 15   | 17    | 30    | 58    | 58    | 421   |
| Forrás: The Weather Channel   |       |       |       |       |      |      |      |      |       |       |       |       |       |

## Népesség
A 2010-es népszámláláskor a városnak 5060 lakója, 1707 háztartása és 1169 családja volt. A népsűrűség 579,6 fő/km2. A lakóegységek száma 1835, sűrűségük 210,2 db/km2. A lakosok 88%-a fehér, 2,3%-a afroamerikai, 1,6%-a indián, 2%-a ázsiai, 0,3%-a a Csendes-óceáni szigetekről származik, 1,5%-a egyéb, 4,3%-a pedig kettő vagy több etnikumú. A spanyol vagy latino származásúak aránya 5,7% (3,8% mexikói, 0,5% Puerto Ricó-i,  1,3% egyéb spanyol vagy latino származású.)
A háztartások 37,7%-ában élt 18 évnél fiatalabb. 51% házas, 12,2% egyedülálló nő, 5,3% egyedülálló férfi, 31,5% pedig nem család. 25,5% egyedül élt; 7,1%-uk 65 éves vagy idősebb. Egy háztartásban átlagosan 2,55 személy élt; a családok átlagmérete 3,05 fő.
A medián életkor 36,8 év volt. A város lakóinak 23,5%-a 18 évesnél fiatalabb, 10,3% 18 és 24 év közötti, 28,9%-uk 25 és 44 év közötti, 27,4%-uk 45 és 64 év közötti, 10%-uk pedig 65 éves vagy idősebb. A lakosok 50%-a férfi, 50%-a pedig nő.

## Fordítás
Ez a szócikk részben vagy egészben  a   Medical Lake, Washington című angol Wikipédia-szócikk ezen változatának fordításán alapul.  Az eredeti cikk szerkesztőit annak laptörténete sorolja fel. Ez a jelzés csupán a megfogalmazás eredetét és a szerzői jogokat jelzi, nem szolgál a cikkben szereplő információk forrásmegjelöléseként.